# Kenneth Bryan Raper
Kenneth Bryan Raper (11 de julio de 1908 , Bienvenue, Carolina del Norte - 1987) fue un micólogo, microbiólogo, botánico estadounidense.
Fue muy conocido por sus contribuciones a las aplicaciones médicas e industriales de los hongos de los géneros Aspergillus y Penicillium, y también en la identificación de un "discoideum slime mold Dictyostelium" celulares en 1935 que condujo a cuatro décenios de estudios y de publicaciones sobre un grupo de organismos (Dictiostélidos y amebas) con amplias aplicaciones en microbiología.

## Biografía
Nació el 11 de julio de 1908, fueron sus padres William F. y Julia Crouse; Kenneth obtuvo su A.B. en la Universidad de Carolina del Norte en Chapel Hill en 1929; y luego en la Universidad George Washington hasta 1931 y en la de Harvard hasta 1936, donde obtuvo su Ph.D. Más adelante en su carrera, recibió un doctorado honoris causa en ciencias por la Universidad de Carolina del Norte.
Como micólogo, comenzó su carrera profesional en el USDA, en primer lugar en la Oficina de Química y Suelos (1929-1936) y luego en la Oficina de Industria de Plantas, de 1936 a 1940. Allí se encontró con el Dr. Charles Thom que se convirtió en su mentor y colaborador clave en su obra. Thom y Raper fueron coautores de monografías clásicas: un manual de Aspergillus (1945) y un manual de penicilina (1949).
De 1940 A 1953, Raper sería microbiólogo en el Centro Regional del USDA de Peoria, Illinois. En 1940, durante la visita de los científicos británicos Raymond Florey y Ronald Heatley que trataban de desarrollar métodos para producir a gran escala penicilina para la guerra, Raper y sus asociados lanzaron un programa de estudios de importancia histórica sobre ese antibiótico. El Laboratorio de investigación de Raper se vio abrumado por la demanda de atención de heridos de la Segunda Guerra Mundial y eso puso en marcha la "Edad de los Antibióticos".
Después de un nombramiento de profesor de la Universidad de Illinois (1946-1953), Kenneth Raper dejó el USDA en 1953 para ser profesor de bacteriología y de botánica en la Universidad de Wisconsin.

## Algunas publicaciones
- 1928. Studies on the frequency of water molds in the soil. J. Elisha Mitchell Sci. Soc. 44:133-40
- -----, c. Thom. 1932. The arsenic fungi of Gosio. Science 76:548—50
- 1935. Dictyostelium discoideum, a new species of slime mold from decaying forest leaves. Agric. Res. 50:135-47
- 1937. Growth and development of Dictyostelium discoideum with different bacterial associates. Agric. Res. 55:289-316
- 1940. Pseudoplasmodium formation and organization in Dictyostelium discoideum. J. Elisha Mitchell Sci. Soc. 56:241-282
- 1943. The culture collection of the Northern Regional Research Laboratory. Chron. Bot. 7:340-41
- -----, d.f. Alexander, r.d. Coghill. 1944. Penicillin II. Natural variation and penicillin production in Penicillium notatum and allied species. Bacteriol. 48:639-59
- -----, a. Hollaender, r.d. Coghill. 1945. The production and characterization of ultraviolet-induced mutations in Aspergillus terreus. I. Production of the mutations. Am. J. Bot. 32:160-65
- -----, d.f. Alexander. 1945. Preservation of molds by the lyophil process. Mycologia 37:499-52

### Libros
- -----, c. Thom. 1945. Manual of the Aspergilli. Baltimore: Williams & Wilkins. 273 pp.
- -----, -----. 1949. Manual of the Penicillia. Baltimore: Williams & Wilkins. 878 pp.
- 1952. A decade of antibiotics in America. Mycologia 44:1—61
- -----, d.i. Fennell. 1953. Heterokaryosis in Aspergillus. J. Elisha Mitchell Sci. Soc. 69:1-29
- -----, -----. 1965. The Genus Aspergillus. Baltimore: Williams & Wilkins. 686 pp.
- 1984. The dictyostelids. Princeton: Princeton University Press. 453 pp.

## Compromisos y premios
- Presidente del Comité ejecutivo del XI Congreso internacional de botánica, 1969
- Presidente y delegado a cuatro Asambleas Generales de la Unión internacional de las Ciencias biológicas, depositario de la "American Type Culture Collection", de 1948 a 1962
- Miembro del Comité ejecutivo del Consejo nacional de estudios, 1956-1961)
- Miembro de la Academia Nacional de Ciencias, 1949
- Miembro de la Academia americana de las Artes y de las Ciencias, 1949
- Miembro de la American Philosophical Society, 1958

- Galardón de Distinguidos Servicios del USDA, 1947
- Galardón "Distinguido Micólogo" de la Sociedad Micólogica de América, 1981
- Primer receptor del Premio Thom Charles de la Sociedad de Microbiología Industrial, 1967

- La abreviatura «Raper» se emplea para indicar a Kenneth Bryan Raper como autoridad en la descripción y clasificación científica de los vegetales.[1]